# Neobalne države
Neobalne države, ↓n1 države koje nemaju obalu na moru ili oceanu. Danas postoje 44 države koje nemaju izlaz na more.
Kontinentalna mora su ona mora koja nisu povezana s oceanima ili barem uskim prolazima (poput Baltičkoga, Crnoga, te Sredozemnoga); neka se nazivaju i jezerima – Kaspijsko i Aralsko. U zatvorena mora ubrajaju se i Crveno more, te Perzijski i Adenski zaljev. Ruska Federacija sve češće tvrdi da su Crno more, Baltičko, Barentsovo, Karsko, Laptevsko i Istočnosibirsko more interne vode ili zatvorena mora.

## Popis neobalnih država
| Europa | Azija | Afrika | Južna Amerika         |
| - Andora - Austrija - Bjelorusija - Češka - Kosovo - Lihtenštajn - Luksemburg - Mađarska - Makedonija - Moldavija - San Marino - Srbija - Slovačka - Švicarska - Vatikan | - Afganistan - Armenija - Azerbajdžan * - Butan - Kazahstan * ** - Kirgistan - Laos - Mongolija - Nepal - Tadžikistan - Turkmenistan * - Uzbekistan ** | - Bocvana - Burkina Faso - Burundi - Čad - Esvatini - Etiopija - Južni Sudan - Lesoto - Malavi - Mali - Niger - Srednjoafrička Republika - Ruanda - Uganda - Zimbabve | - Bolivija - Paragvaj |

*  ima obalu na Kaspijskom jezeru
** Ima obalu na Aralskom jezeru

### Dvostruko kontinentalno zatvorene zemlje
Postoje i zemlje koje su u potpunosti okružene drugim kontinentalnim državama, pa se one nazivaju još i dvostruko-kontinentalnim državama. Takve su dvije:
- Lihtenštajn
- Uzbekistan

### Gotovo kontinentalno zatvorene zemlje
Ove zemlje su gotovo kontinentalne (polukontinentalne), odnosno imaju duljinu morske obale ispod 5 % ukupne duljine svojih granica:
- Demokratska Republika Kongo, 0,3 %
- Bosna i Hercegovina, 1,4 %
- Irak, 1,6 %
- Jordan, 1,6 %
- Republika Kongo, 3,0 %
- Togo, 3,3 %
- Slovenija, 3,4 % (Rabeći podatak o 43[2] km slovenske obale dolazi se do 3,25 % udjela.)
- Belgija, 4,6 %

## Napomene
- ↑n1  Ostali nazivi: – neobalne države, države bez obale, države koje nemaju izlaz na more, kontinentski zatvorene države, kontinentalno zatvorene zemlje, države bez izlaza na more, općenito države u nepovoljnom zemljopisnom položaju; iz engleskoga dolazi višeznačni naziv kontinentalne države.